# William Morgan Sheppard
William Morgan Sheppard (ur. 24 sierpnia 1932 w Londynie, zm. 6 stycznia 2019 w Los Angeles) – brytyjski aktor filmowy, teatralny, telewizyjny i dubbingowy. Ojciec Marka.

## Życiorys
Absolwent Royal Academy of Dramatic Art, związał się następnie zawodowo z Royal Shakespeare Company. Występował też w teatrach broadwayowskich. Za jedną z ról w 1995 uhonorowany nagrodą przyznawaną przez amerykańskie zrzeszenie krytyków teatralnych (Los Angeles Drama Critics Circle Award).
Gościnnie wystąpił w kilku epizodach z różnych serii Star Treka, m.in. w The Schizoid Man. Zagrał w filmach fabularnych z tego cyklu, zatytułowanych Star Trek VI: Wojna o pokój i Star Trek. W Gettysburgu i Generałach pojawił się w roli konfederackiego generała Isaaca Trimble. Grał w serialach science fiction Babilon 5 i SeaQuest, a także w dwóch odcinkach MacGyvera (jako dr Zito).
Udzielał się również jako aktor głosowy, m.in. na potrzeby gier Escape from Monkey Island, The Conduit i innych.

## Filmografia
- 1977: The Duellists
- 1980: Człowiek słoń
- 1980: Szogun
- 1980: The Sea Wolves
- 1987: Max Headroom
- 1988: Elvira, władczyni ciemności
- 1990: Dzikość serca
- 1991: Star Trek VI: Wojna o pokój
- 1993: Gettysburg
- 1993: Needful Things
- 2003: Generałowie
- 2006: Prestiż
- 2007: Transformers
- 2009: Star Trek